# Stazione di Mola di Bari
Stazione di Mola di Bari vasútállomás Olaszországban, Mola di Bari településen.

## Vasútvonalak
Az állomást az alábbi vasútvonalak érintik:
- Ancona–Lecce-vasútvonal

## Kapcsolódó állomások
A vasútállomáshoz az alábbi állomások vannak a legközelebb:
- Stazione di Polignano a Mare
- Stazione di Bari Torre a Mare